# Власьево (Хакасия)

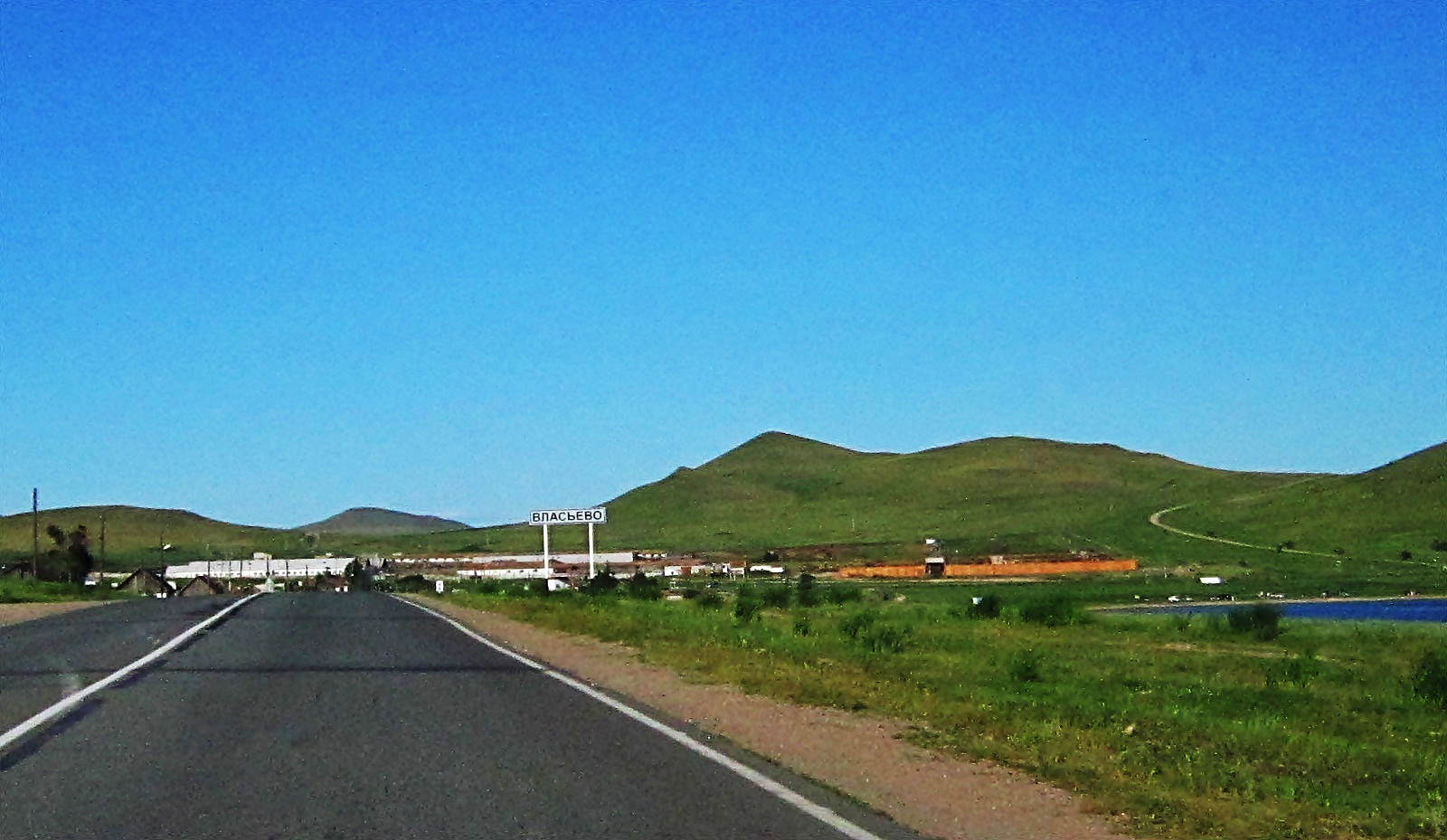

Власьево — деревня в Ширинском районе Хакасии. Входит в сельское поселение Борцовский сельсовет.

## География
Расположено на северо-восточном берегу озера Власьево, в 37 км юго-восточнее районного центра, села Шира, и одноимённой железнодорожной станции. В 2 км к западу находится село Борец, центр сельского поселения.

## История
Образована в 1883 году. Название произошло от переселенцев Власьевых.  

## Экономика
Сельскохозяйственное производство. Число хозяйств — 93 (2004).

## Население
| 2002 | 2010 |
| ---- | ---- |
| 269  | ↗276 |